# Max Stirner
Johan Kaspar Schmidt (25. listopada, 1806. – 26. lipnja 1856.), poznatiji kao Max Stirner bio je njemački filozof.
Smatra se jednim od preteča anarhizma i egzistencijalizma, a posebno individualističkog anarhizma.  Stirner je ekplicitno odbijao priklanjanje bilo kakvoj apsolutnoj poziciji u filozofiji, pa je govorio da ako se mora identificirati s nekim “-izmom ", neka to bude onda egoizam, antiteza svim ideologijama i društvenim uzrocima.
Najznačajnije Stirnerovo djelo je Ego i njegovo vlasništvo (njem.: Der Einzige und sein Eigentum), koje je prvo objavljeno u Leipzigu 1844. a od tada se pojavilo u velikom broju izdanja i prijevoda.

## Život
Maks Stirner je rođen 25. listopada 1806. u Bayreuthu, u siromašnoj obitelji. Njegovi šestogodišnji studiji filozofije u Berlinu su u više navrata prekidani jer se morao brinuti za svoju psihički rastrojenu majku. Godine 1835. uspijeva položiti sve ispite i pronaći svoje prvo, neplaćeno mjesto učitelja. Dvije godine depresivne neimaštine kulminirale su brakom s kćerkom njegove gazdarice, koja je umrla već sljedeće godine pri porođaju. Sreća mu se nasmiješila 1839. kada je dobio petogodišnji ugovor i mjesto na institutu "Madam Grupius" za podučavanje i odgoj djevojaka. Njegova novootkrivena financijska stabilnost bila je čista suprotnost rastućim političkim i intelektualnim nemirima diljem svijeta.
Stirner se 1840. godine pridružio zloglasnom klubu ljevičara poznatom kao Doktorklub: bučnim radikalnim studentima i boemima, među kojima su bili i mladi Karl Marx i Friedrich Engels, a okupljali su se u zadimljenoj, pijanoj atmosferi “Hippel's Caféa". Komunist Arnold Ruge je bio toliko šokiran onim što je tamo čuo i vidio da je izjurio van vičući: „Socijalna transformacija nije nikada započeta od strane pijane rulje!“
Među brojnim ženama koje su dolazile u “Hippel's Café“ bila je i bogata dvadesetpetogodišnja Mari Danhart, zapažena igračica bilijara, pušačica cigara i pivopija koja je insistirala na tome da i ona zajedno s njima posjećuje lokalne bordele. Nakon takvih večeri, Stirner bi se vraćao kući, i do duboko u noć radio na svojim misterioznim rukopisima. Godine 1843., u kaotičnoj ceremoniji u njegovom stanu, vjenčali su se Max i Mari. Nitko se nije sjetio ponijeti vjenčani prsten.
Sa stalnim zaposlenjem i bogatom ženom, Stirner je bio u mogućnosti da završi svoje remek djelo. “Ego i njegovo vlasništvo“, “najrevolucionarnija knjiga ikad napisana“, eksplodirala je kao oluja nad radikalnim Berlinom. Izbacio je niz beskompromisnih izazova svakoj religioznoj, političkoj ili filozofskoj ortodoksnosti, bilo da se radilo o “desnici", “ljevici", “konzervativcima", “liberalima". Ta je knjiga trenutno došla u središte pažnje izazivajući pogrde i bijes te katapultirajući Stirnera iz skromne anonimnosti u slavnu zloglasnost.

## Filozofija
Razvoj njegove filozofije se može rekonstruirati kroz niz članaka koji su se pojavili kratko prije njegovog središnjeg djela (Ego i njegovo vlasništvo).
U Egu i njegovom vlasništvu Stirner daje provokativnu antiautoritarnu i individualističku kritiku tadašnjeg pruskog društva i modernizma i modernog zapadnog društva kao takvog i nudi put ka ljudskom postojanju, što graniči s jezikom i stvarnošću.
Stirnerova kritika se posebno odnosi na njegove suvremenike (djelomično na njegove kolege, mladohegelijance, a posebno na Ludwiga Feuerbacha), napadajući ideologije, eksplicitno uključujući nacionalizam, statizam, liberalizam, socijalizam, komunizam i humanizam.
Ukratko, knjiga govori da sve religije i ideologije počivaju na ispraznim konceptima, koji se, kada ih pojedinac shvati samostalno se zanimajući za njih, prikazuju razbijeni u svoj svojoj ispraznosti. Isto se odnosi i na društvene institucije koje su utemeljene na tim konceptima: bila to država, pravni sustav, crkva, sustav obrazovanja ili druge ustanove koje polažu pravo na autoritet nad pojedincem.
Samo kada se stavovi vlasti i ustanova utemeljenih na takvim konceptima prikažu pogrešnim, moguća je samostalna akcija, moć i identitet. Individualna samorealizacija leži u želji svakog pojedinca da ispuni svoj egoizam, bilo to instinktivno, bez znanja, bezvoljno ili sustavno, s punom sviješću pojedinca. Jedina razlika između nesvjesnog i svjesnog egoista je što će prvi biti "zaokupljen" ispraznom idejom u nadi da će ga ta ideja načiniti sretnim, dok će drugi, biti sposoban da slobodno izabere puteve svog egoizma i da uživa dok to čini. Samo kada shvati da su zakon, pravo, moral, religija itd. ništa drugo nego umjetno stvoreni koncepti a ne sveti autoriteti, pojedinac će moći biti slobodan.
Prva i najznačajnija posljedica Stirnerovog egoizma je radikalni politički anarhizam. “Ništa mi nije važnije od mene samog“, to je Stirnerova osnovna istina. Sve što prelazi granice pojedinca mora se gledati kao lažna i tiranizirajuća apstrakcija. Slobodni individualac ili "egoista", mora okrenuti leđa takvim idejama kao što su država, društvo, religija, nacija, moral, dužnost i obveze. Sve one zahtijevaju neprestano žrtvovanje postojanja pojedinca i svih ostalih pojedinaca. Stirnerov individualistički anarhizam, koji zahtijeva kraj postojanja svih autoriteta, te ne postavlja na njihovo mjesto ništa osim jedinstvene realnosti svakog pojedinca, imao je izuzetan utjecaj na kasniji razvoj anarhizma. Bio je posebno privlačan umjetnicima, koji posjeduju veliku dozu neovisnosti u svojim kreativnim aktivnostima.
Ali, dubina i složenost Stirnerove filozofije izlazi van domene društva i politike, na mjesto koje se jezikom ne može opisati. Stirenorvo radikalno rušenje hegelijanskog 'duha' i koncepata vodi ga u bezimeno izbjeglištvo, bez značenja i bez postojanja; 'kreativno ništa' iz čega smo rođeni. To 'ništa' po hegelijanskoj definiciji stvara potrebu za individualno značenje, postojanje i moć.
Moć je od središnje važnosti za Stirnera. U Stirnerovom smislu moć se također odnosi i na dobivanje 'vlasništva', koje se odnosi od osmijeha djeteta koje se dobiva majčinom ljubavlju, preko emotivnih i materijalnih zadovoljstava i značenja uzimanja onog što se zaslužuje, do masovne prodaje opisa značenja, vrijednosti i postojanja u jeziku i životu. Moć je u ovom smislu sinonim za dinamiku konačne autonomije, sposobnost promjene, sposobnost postojanja, sposobnost samog života.

## Utjecaj
Stirnerovo djelo nije ostalo neprimijećeno kod njegovih kolega, mladohegelijanaca. Njegov napad na ideologiju, djelomično na Feuerbachov humanizam, prisilio je na reakciju ne samo Feuerbacha (koji je sa Stirnerom vodio raspravu u njemačkoj periodici), već i Karla Marxa. Marx je na nekoliko stotina stranica u svojoj knjizi (u izvornoj, neskraćenoj inačici) Njemačka ideologija (zajedno s Friedrichom Engelsom, pisana od 1845. do 1846.) polemički kritizirao Stirnerovo djelo Ego i njegovo vlasništvo, što predstavlja mjesto koje permanentno zanima marksističke čitatelje. Komunisti smatraju da kritika Stirnera predstavlja preokret u Marksovom intelektualnom razvoju od “idealizma“ do “materijalizma".
Posljednjih sto pedeset godina, Ego i njegovo vlasništvo stvorilo je jaki popularni, politički i akademski interes.
Danas Stirner ostaje u središtu neodređene, ali visoko nabijene rasprave diljem Europe; sekundarna literatura se pojavljuje na njemačkom, talijanskom, francuskom i španjolskom. Engleski izvori su mnogobrojni i pokušavaju osvijetliti bilo anarhističke bilo egzistencijalističke interpretacije.
Autori, ideolozi i filozofi koji su citirali ili na drugi način ukazali na Maksa Stirnera su:
- Benjamin Tucker
- Dora Marzden
- Robert Anton Wilson
- Max Ernst
- Neki pisci situacionističkog pokreta.
- Nije potpuno sigurno da li je Soren Kierkegaard čitao Stirnera ili nije, ali se to čini vrlo vjerojatnim.
- Bilo je ustanovljeno da je Friedrich Nietzsche čitao Stirnera, čak su znakovi Stirnerovog utjecaja bili takvi da su prethodno uzimani bez povijesnih dokaza.
- Talijanski diktator Benito Mussolini je čitao Stirnera i bio inspiriran njime. Napravio je nekoliko osvrta na njega i njegove članke u novinama. Njegovi kasniji pogledi se protive Stirnerovim idejama.
- Kao što je i bilo naznačeno, Stirner je utjecao na Marxa i mladohegelijance.

## Vanjske poveznice
- Max Stirner u Standfordovoj Enciklopediji filozofije, pristupljeno 9. veljače 2014.
- Nibergova stranica o Maxu Stirneru  Arhivirana inačica izvorne stranice od 20. kolovoza 2004. (Wayback Machine), pristupljeno 9. veljače 2014.
- Cjelovit izvorni tekst na njemačkom “Der Einzige und sein Eigentum“, pristupljeno 9. veljače 2014.
- (engl.)Cjelokupno izdanje dijela “The Ego and his Own“  Arhivirana inačica izvorne stranice od 3. studenoga 2015. (Wayback Machine), prijevod Stevena T. Bajingtona. Pristupljeno 9. veljače 2014.
- Non Serviam, periodika na Internetu posvećena Maxu Stirneru. Pristupljeno 9. veljače 2014.